# 紅林茂夫
紅林 茂夫（くればやし しげお、1912年5月2日 - 2004年3月30日）は、日本の経済評論家。
東京出身。1936年東京商科大学（現一橋大学）卒業、安田銀行入行、戦後改称して富士銀行調査部長、67年常任監査役。経済評論で活躍。のち創価大学教授、90年退職、国際経済研究センター理事長。

## 著書
- 銀行 弘文堂 1952 (アテネ文庫
- 基本銀行概論 春秋社 1955 (商経基本全集
- 金融政策と金融理論 全国地方銀行協会 1957 (銀行叢書
- 銀行 有斐閣 1962 (日本の産業シリーズ
- 景気 うまく経済の波に乗る法 光文社 1962 (カッパ・ブックス)
- 金融 その理論と実際 文雅堂銀行研究社 1964 (銀行選書
- 景気の回復 スタグフレーション経済への挑戦 誰もが知りたい日本経済の明るい展望 サイマル出版会 1978
- 経済 銀行研修社 1979.9 (銀行入門講座
- われ三たび敗れたりとなるな 一億二千万人の明日 国際経済研究センター 2000.1

## 共編著
- 部門別日本産業の概観　堀井清章,鹿野竜俊共編 春秋社 1960
- きょうの経済学 小泉明共著 日本放送出版協会 1964 (NHKブックス)
- 銀行員のための経済入門  金融財政事情研究会 1966 (自己啓発シリーズ)
- 銀行論入門 日本の金融と銀行 東米雄,斎藤健共編 1973 (有斐閣双書)

## 翻訳
- 現代イギリス銀行論 その発展とメカニズム W.M.デイシー 東洋経済新報社 1960

## 参考
- 紅林茂夫先生の履歴「創価経済論集」1990-6